# 時価会計
時価会計（じかかいけい）とは、資産と負債の時価を定期的に再評価することである。
会社という概念が成立した当時からあり、1940年代の大不況により簿価による資産の測定に切り替わったが、近年脚光を帯びている。
資産や負債のうち、その種類や目的に照らして時価評価すべきものを時価によって評価する会計システムのことをいうので、すべての資産を時価によって評価するのではない。
時価評価しなければ、企業の実態が適正に把握できない資産・負債のみが時価評価の対象となりえる。
たとえば、貸倒れが懸念される場合に、それを考慮して損失を計上する会計処理など。
減損会計とは、その対象が異なるので注意が必要。　
時価それ自体の算定がかなり困難な上、理論上の評価値で買い取ってくれる買い手が存在することは保証されていないということがある。